# 君手摩
君手摩（きみてずり）または君手（きみて）、君てっ（きみてっ、きみって）は、琉球神道に伝わる女神。通説では海と太陽を司る琉球王国の守護神とされており、琉球王国の存亡の機に降臨すると言われる。ニライカナイ（海の深淵、海の彼方、地下にある）に住まうとされており、新しい国王の即位の儀式中、聞得大君に憑依するとされる。古くからキンマモンと同一視されてきた。
君手摩を神の名とする初出史料は向象賢（羽地朝秀）が編纂した『中山世鑑』である。しかし、一般に「君」は琉球の祭祀をつかさどる祝女（ノロ）を意味し、「手摩」は祈祷の際に手をすり合わせることを意味すること、また君手摩を行事として記載する別の史料もあることから、君手摩は神名ではなく、宗教儀式名であると解釈する説もある。

## 関連
- 琉球神道 - 琉球における信仰
- 神・神話